# Salsola laricina
Salsola laricina är en amarantväxtart som beskrevs av Pall.. Salsola laricina ingår i släktet sodaörter, och familjen amarantväxter. Inga underarter finns listade i Catalogue of Life.